# Frequentietherapie
Frequentietherapie of vitaal veld-therapie is een alternatieve geneeswijze die ervan uitgaat, dat het lichaam omgeven wordt door een energieveld of vitaal veld. De gezondheidstoestand van een mens zou zich weerspiegelen in dit energieveld, en met behulp van elektromagnetische impulsen zou het energieveld en daarmee de gezondheidstoestand verbeterd kunnen worden. 
Het is nooit wetenschappelijk bewezen dat frequentietherapie werkzaam is, of zelfs dat de mens omgeven wordt door een vitaal veld waarin afwijkingen te vinden zijn wanneer die mens niet gezond is. 